# Dieter Henninger
Dieter Henninger (* 18. Mai 1944 in Lörrach) ist ein Generalmajor außer Dienst des Heeres der Bundeswehr.

## Leben

### Kindheit, Ausbildung und erste Verwendungen
Henninger trat am 1. Juli 1964 als Offizieranwärter in die Bundeswehr ein und absolvierte bis 1966 die Offizierausbildung zum Offizier des Truppendienstes der Panzertruppe. Anschließend war er bis 1967 Zugführer eines Panzerzuges der. 4. Kompanie des Panzerbataillons 294 in Stetten am kalten Markt. Von 1968 bis 1973 war er Zugführer in der Ausbildung der Unteroffiziere und S1-/S2-Offizier (Personal bzw. Militärisches Nachrichtenwesen) im Panzerbataillon 294 und danach bis 1976 Kompaniechef der 4. Kompanie des Panzerbataillons 294.

### Dienst als Stabsoffizier
Von 1976 bis 1978 absolvierte Henninger den 19. Generalstabslehrgang Heer an der Führungsakademie der Bundeswehr in Hamburg, wo er zum Offizier im Generalstabsdienst ausgebildet wurde. Im Folgenden war er bis 1979 als G4 (Logistik) der Panzerbrigade 29 in Sigmaringen eingesetzt. Von 1980 bis 1983 hatte er eine Verwendung als Referent im Referat VI 2 (Heeresplanung) im Führungsstab des Heeres im Bundesministerium der Verteidigung in Bonn. Von 1983 bis 1985 war er Bataillonskommandeur des Panzerbataillons 214 in der Generalfeldmarschall-Rommel-Kaserne in Augustdorf und anschließend bis 1987 G1 (Personal) der 7. Panzerdivision in Unna. Von 1987 bis 1991 war er Referent und Referatsleiter III 4 in der Abteilung P (Personal) im Bundesministerium der Verteidigung in Bonn.

### Dienst als General
Henninger war vom Oktober 1991 bis September 1994 Brigadekommandeur der Panzerbrigade 12 in Amberg und anschließend bis 1995 Stabsabteilungsleiter I im Führungsstab des Heeres im Bundesministerium der Verteidigung in Bonn sowie bis 1998 Stabsabteilungsleiter I im Führungsstab der Streitkräfte im Bundesministerium der Verteidigung in Bonn. Ab dem 1. April 1998 war er Befehlshaber im Wehrbereich VI und Divisionskommandeur der 1. Gebirgsdivision in München. Von 2000 bis zum 27. März 2001 war er stellvertretender Befehlshaber des Heeresführungskommandos in Koblenz. Vom 28. März 2001 bis zum 19. Mai 2005 war Henninger Amtschef des Streitkräfteamtes in Bonn.

### Privates
Henninger ist verheiratet und hat zwei Kinder.

## Auszeichnungen
- Ehrenkreuz der Bundeswehr in Gold
- Verdienstkreuz am Bande des Verdienstordens der Bundesrepublik Deutschland